# Oasenflug
Der Oasenflug war ein internationaler Flugwettbewerb der 1930er Jahre. Er wurde vom Ägyptischen Aeroclub ausgeschrieben. Bestimmte Vorgaben an die Flugzeuge wurden nicht gestellt. Der Flugwettbewerb bestand in Flugaufgaben (z. B. Navigation, verbrauchsarmes Fliegen, Geschwindigkeit) und einer technischen Bewertung der teilnehmenden Flugzeuge. Der Oasenflug erforderte hohe Zuverlässigkeit von Piloten und Flugzeugen, denn die Navigation über kontrastarmem Wüstensand ist schwierig und hohe Außentemperaturen mit hohem Staubanteil in der Luft bereiten der Technik viele Probleme.

## Oasenflüge
Es fanden statt
- Oasenflug 1910 vom 6. bis 13. Februar 1910[1]
- Der Oasenflug 1933-1934 als The Second International Egyptian Aviation Meeting von Dezember 1933 bis Januar 1934.[2]
- Der Oasenflug 1937 wurde von einer Junkers Ju 86 gewonnen.